# ロリータ (テキサス州)
ロリータ（英語: Lolita）は、アメリカ合衆国テキサス州ジャクソン郡の国勢調査指定地域。人口は519人（2020年国勢調査）。

## 歴史
ロリータ周辺の地域は、1840年代にアイザック・N・ミッチェル（Isaac N. Mitchell）が最初に開拓し、そこでプランテーションを経営していた。
ロリータは1909年に設立され、テキサス革命の退役軍人の孫娘であるロリータ・リース（Lolita Reese）にちなんで名付けられた 。翌年に郵便局が開設されたほか、セントルイス・ブラウンズビル・アンド・メキシコ鉄道の分岐器が設置された。
第二次世界大戦後、ロリータには5社の企業が存在し、ピーク時の1969年までに7社まで増加した。しかし、衰退に伴い1988年までに5社に減少した。

## 地理
アメリカ合衆国国勢調査局によると、2023年の総面積は2.568平方マイル (6.65 km2)で、そのうち陸地は2.568平方マイル (6.65 km2)、水域は0平方マイル (0 km2)、割合は0パーセントである。

## 気候
この地域の気候は、暑く湿気の多い夏と、一般的に穏やかから涼しい冬が特徴である。ケッペンの気候区分では温暖湿潤気候（Cfa）に分類される。

## 住民
2020年国勢調査によると人口は519人である。人種別だと白人が約6割、次いでヒスパニックが約4割を占める。
| 人種 / 民族 (NH = 非ヒスパニック)           | 人口 | 割合   |
| ------------------------------------------- | ---- | ------ |
| 白人 (NH)                                   | 302  | 58.19% |
| アフリカ系アメリカ人 (NH)                   | 4    | 0.77%  |
| ネイティブ・アメリカン・アラスカ先住民 (NH) | 2    | 0.39%  |
| アジア系アメリカ人 (NH)                     | 5    | 0.96%  |
| 太平洋諸島系 (NH)                           | 0    | 0.00%  |
| その他の人種 (NH)                           | 0    | 0.00%  |
| 混血 (NH)                                   | 13   | 2.50%  |
| ヒスパニック/ラテン系アメリカ人             | 193  | 37.19% |
| 合計                                        | 519  | 100%   |

## 教育
インダストリアル独立学区に属している。

## 大衆文化
ウラジーミル・ナボコフの小説『アーダ』では、デーモン・ヴィーンはドンスキー男爵との決闘の後にマリーナに宛てた手紙の中で、テキサス州ロリータ近郊の叔母の牧場に行ったと書いている。
ヴィヴィアン・ダークブルーム（ナボコフの分身）が書いた注釈には、「この町は実在する、いや、実在した。悪名高い小説の登場後に改名されたと信じている」とあり、その小説はナボコフ自身の小説『ロリータ』を指している。